# Ligueux (Dordogne)
Ligueux (okzitanisch Ligüers) ist eine Ortschaft und eine ehemalige französische Gemeinde (commune) mit 304 Einwohnern (Stand: 1. Januar 2022) im Zentrum des Départements Dordogne in der Region Nouvelle-Aquitaine.
Ligueux wurde mit Wirkung vom 1. Januar 2016 mit der früheren Gemeinde Sorges zur Commune nouvelle Sorges et Ligueux en Périgord zusammengeschlossen und hat in der neuen Gemeinde den Status einer Commune déléguée inne.

## Lage und Klima
Der Ort Ligueux liegt in der alten Kulturlandschaft des Périgord knapp 20 km nordöstlich von Périgueux bzw. knapp 18 km südwestlich von Thiviers in einer Höhe von ca. 160 m. Das Klima ist gemäßigt; Regen (ca. 915 mm/Jahr) fällt übers Jahr verteilt.

## Bevölkerungsentwicklung
| Jahr      | 1800 | 1851 | 1901 | 1954 | 1999 | 2015 |
| Einwohner | 409  | 535  | 452  | 331  | 204  | 290  |

Der kontinuierliche Bevölkerungsrückgang seit der zweiten Hälfte des 19. Jahrhunderts ist im Wesentlichen auf die Reblauskrise im Weinbau und die Mechanisierung der Landwirtschaft zurückzuführen; hinzu kommt die immer noch anhaltende Schließung von bäuerlichen Kleinbetrieben.

## Wirtschaft
Die Gemeinde ist immer noch in hohem Maße land- und forstwirtschaftlich geprägt; der in früheren Zeiten durchaus bedeutsame Weinbau spielt jedoch kaum noch eine Rolle, stattdessen ist die Bedeutung der Trüffel gewachsen. Im Ort selber haben sich Kleinhändler, Handwerker und Dienstleister niedergelassen. Seit den 1960er Jahren werden einige der leerstehenden Häuser als Ferienwohnungen (gîtes) vermietet.

## Geschichte
Im 12. Jahrhundert entstand – wahrscheinlich auf Betreiben Géraud de Salles’ – eine Benediktinerabtei, die bereits im Vorfeld der Französischen Revolution aufgelöst wurde. Die ehemalige Abteikirche blieb als Pfarrkirche erhalten.
Der Eisenbahnunfall von Ligueux ereignete sich 1930.

## Sehenswürdigkeiten
- Kirche Saint-Thomas aus dem 19. Jahrhundert
- Reste der Benediktinerabtei Notre-Dame aus dem 12./13. Jahrhundert, Monument historique seit 1951[3]
- Château de Ligueux, ehemaliges Wohnhaus des Priors mit Taubenturm aus dem 17. Jahrhundert

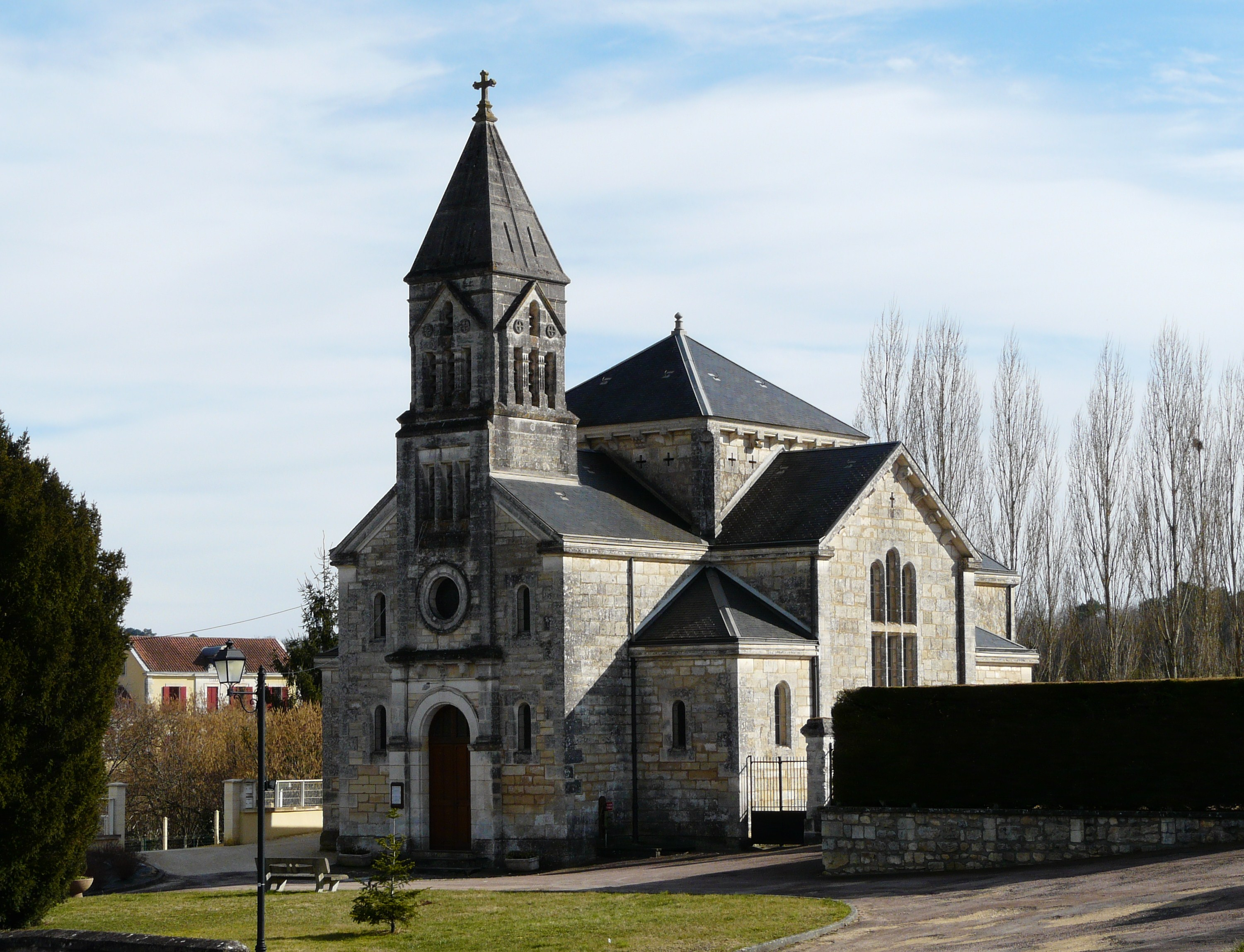
Kirche Saint-Thomas
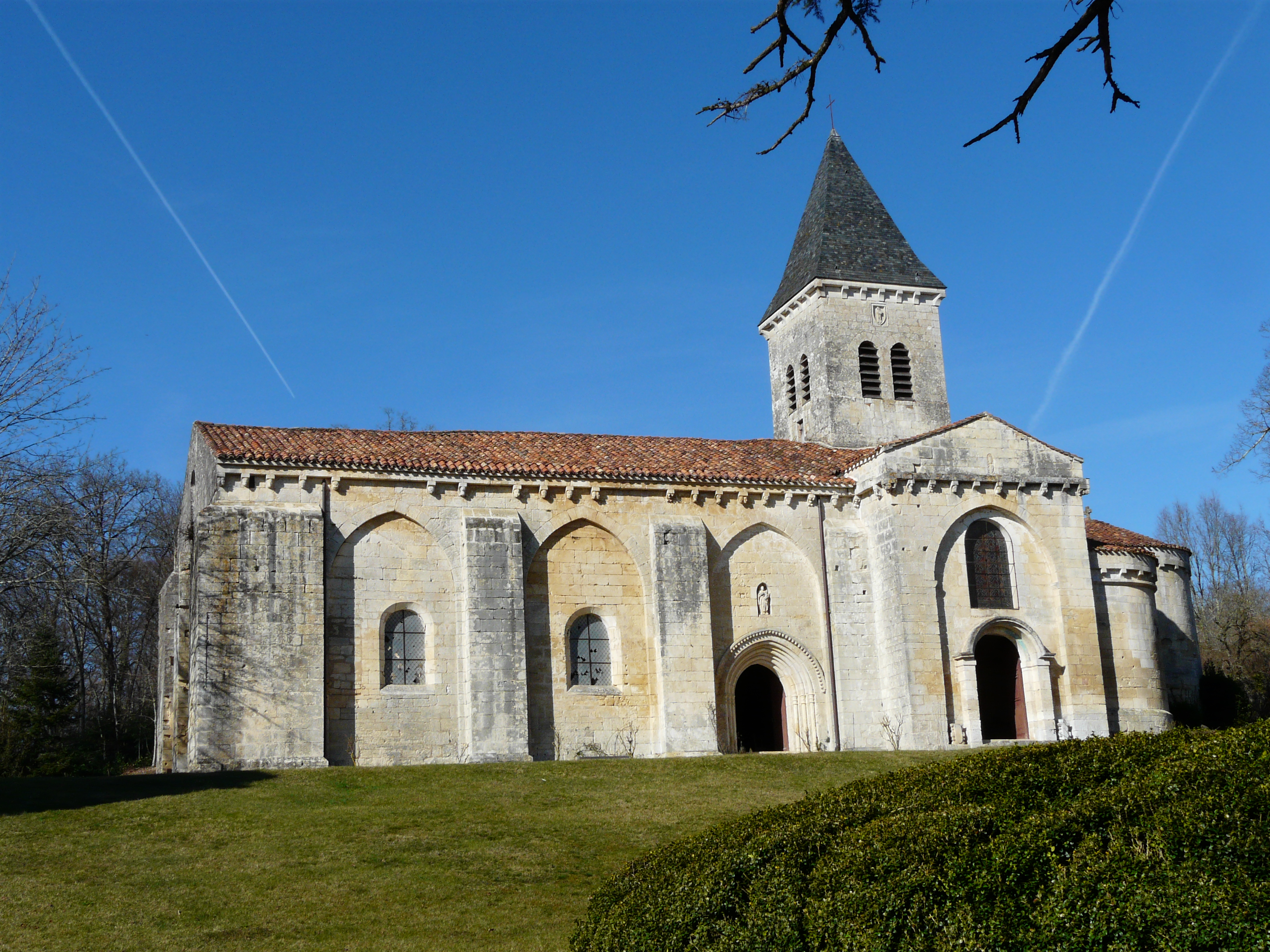
ehem. Klosterkirche
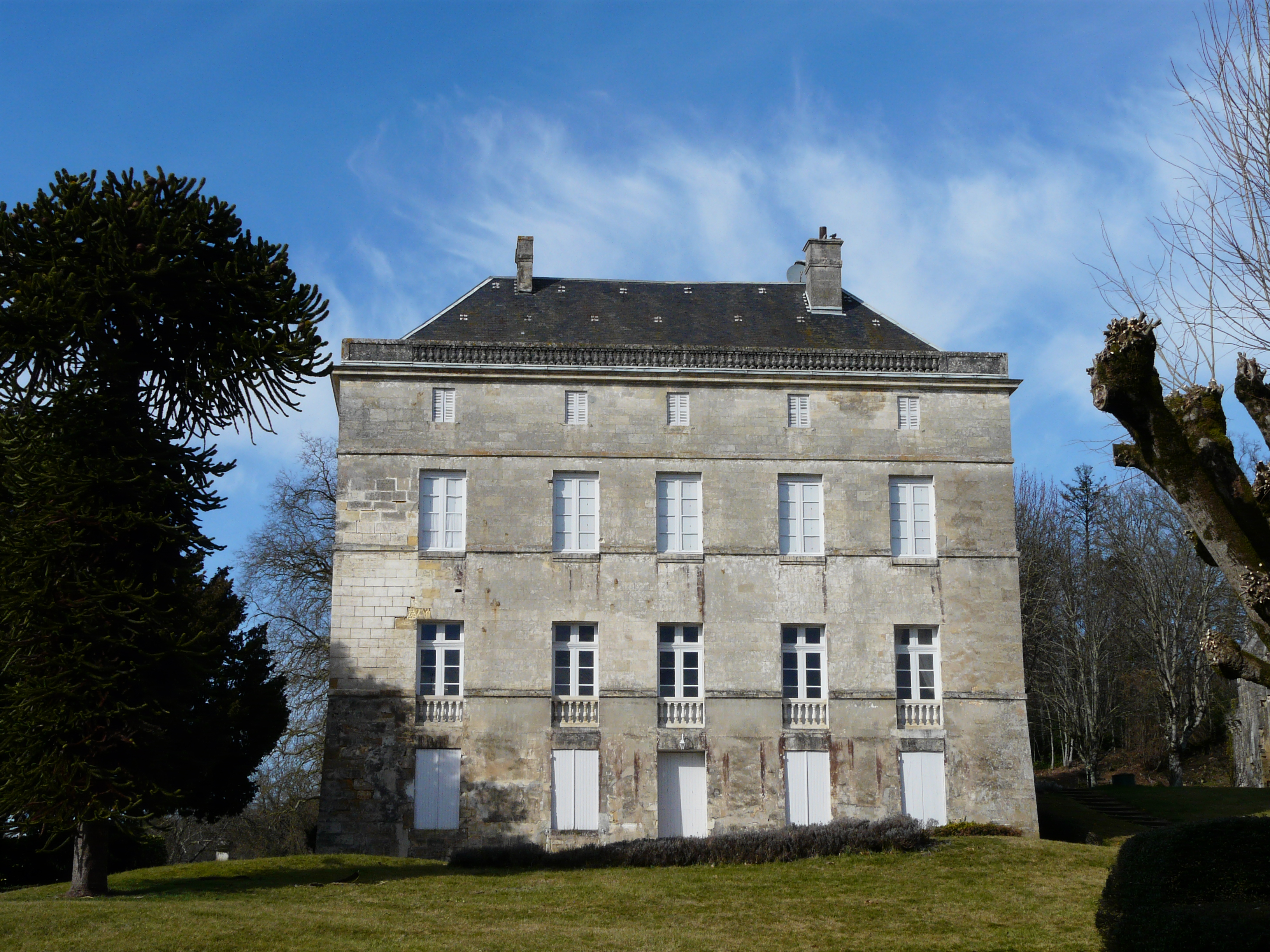
Schloss Ligueux
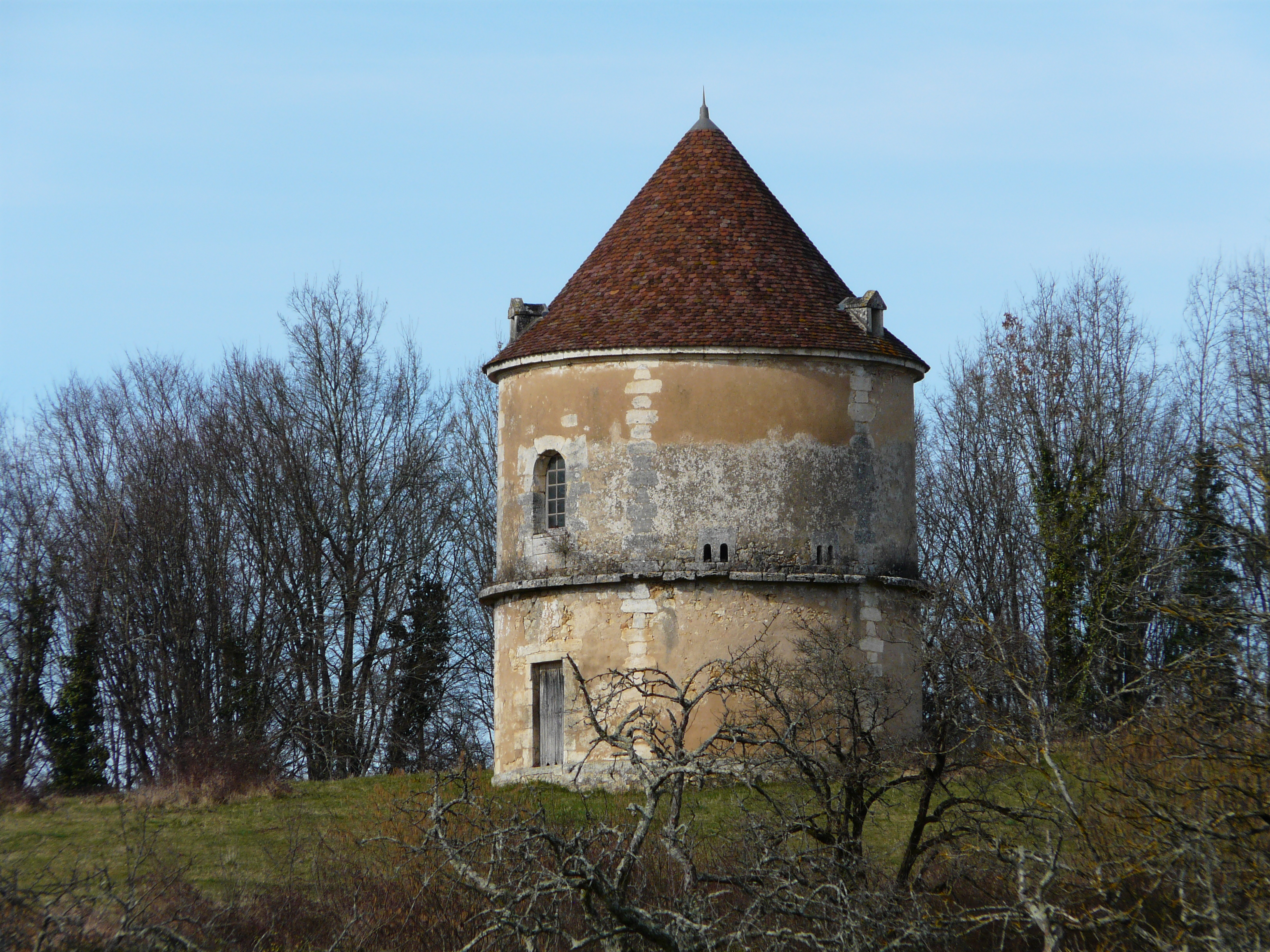
Taubenturm (pigeonnier)